# Charles-Madeleine Frézeau de La Frézelière
Charles-Madeleine Frézeau de La Frézelière, né à Poitiers le 4 septembre 1656 - mort à La Rochelle le 4 novembre 1702, est un évêque de La Rochelle de 1693 à sa mort.

## Biographie
Charles-Madeleine ou parfois Magdelon, issu d'une ancienne et illustre famille d'Anjou : la famille Frézeau. Il est le fils du marquis François Frezeau de La Frézelière, lieutenant-général de l'artillerie, chevalier de l'Ordre de Saint-Louis et gouverneur de Salins, et de sa cousine Charlotte-Marie Frézeau de La Frézelière. Il est lui-même colonel d'un régiment de Dragons avant de commencer sa carrière ecclésiastique en 1681,  d'étudier la théologie au séminaire des Missions étrangères de Paris et d'obtenir son doctorat à la Sorbonne. 
Pourvu en commende de l'abbaye Saint-Marie et Saint-Sever dans le diocèse de Coutances il devient vicaire général de la cathédrale de Strasbourg avant d'être nommé évêque de La Rochelle en 1693. Confirmé le 17 mai 1694 il est consacré en juin au noviciat des Jésuites de Paris par Jean-Balthazar de Cabanes de Viens, évêque de Vence et résigne son abbaye. Dans son diocèse de La Rochelle il confie le séminaire aux jésuites et s'emploie vigoureusement à éradiquer le protestantisme avec l'aide de son vicaire général l'abbé Hilderin qui ne meurt qu'en 1748 à l'âge de 89 ans. 
Il meurt prématurément le 4 novembre 1702.